# Cyanea lobata
Cyanea lobata là loài thực vật có hoa trong họ Hoa chuông. Loài này được H.Mann mô tả khoa học đầu tiên năm 1867.